# Janet Suzman
Janet Suzman, född 9 februari 1939 i Johannesburg, Gauteng, är en sydafrikansk/brittisk skådespelerska.

## Roller i urval
- 1971 – Nikolaus och Alexandra
- 1974 – Den svarta väderkvarnen
- 1976 – De fördömdas resa
- 1982 – Tecknarens kontrakt
- 1983 – Och skeppet går
- 1986 – Den sjungande detektiven (TV-serie)
- 1989 – En torr vit årstid
- 1990 – Nunnor på rymmen
- 1993 – Kommissarie Morse (TV-serie) (1 avsnitt)
- 2007 – Brottet och straffet (TV-serie) (2 avsnitt)
- 2012 – Labyrinten (TV-serie)
- 2020 – The Crown (TV-serie) (1 avsnitt)